# Eliza Petkova

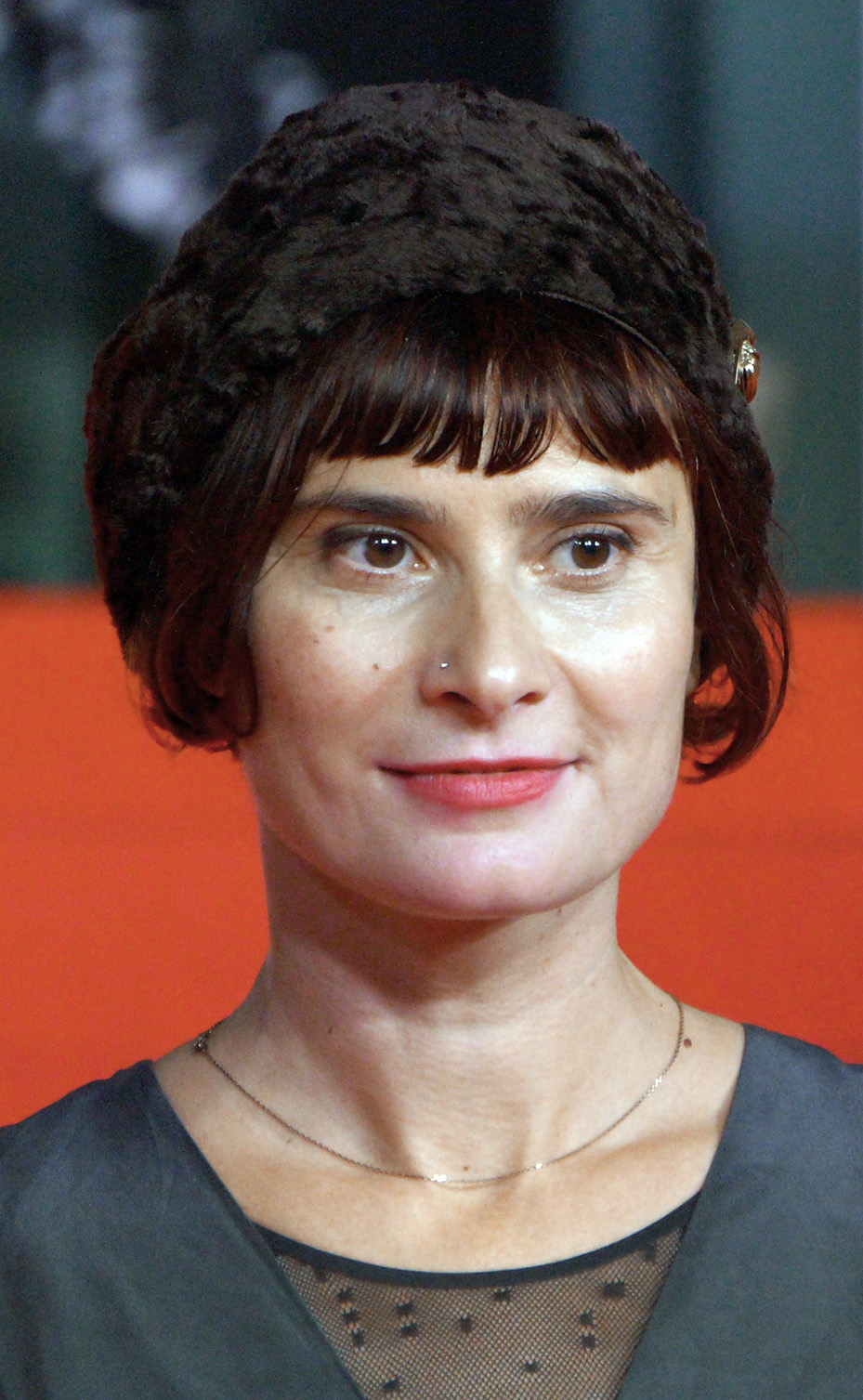
Eliza Petkova (2020)

Eliza Petkova (bulgarisch Елиза Петкова; * 1983 in Weliko Tarnowo) ist eine bulgarische Filmemacherin.

## Karriere
Petkova wurde 1983 im bulgarischen Weliko Tarnowo geboren und schloss einen Master in Philosophie und Modernes Japan an der Heinrich-Heine-Universität Düsseldorf ab. Von 2011 bis 2020 studierte sie Regie an der Deutschen Film- und Fernsehakademie Berlin. Nach ihrem ersten Studium begann sie selbstständig in der Filmbranche zu arbeiten. Bereits ihr zweiter Kurzfilm Abwesend feierte 2015 bei den Internationalen Filmfestspielen von Cannes Premiere. Ihr erster abendfüllender Spielfilm Zhaleika wurde auf mehreren Festivals gezeigt und erhielt auf der Berlinale 2016 eine lobende Erwähnung der Jury.
Im Jahr 2018 wurde Petkova in das Programm Berlinale Talents aufgenommen und ihr Film Ein Fisch, der auf dem Rücken schwimmt wurde dort 2020 gezeigt. Ihr nächster Film Bürgermeister, Schäfer, Witwe, Drache feierte auf dem Internationalen Filmfestival Shanghai 2021 Premiere. Im Jahr 2024 erschien ihr experimenteller Dokumentarfilm Silent Observers über Tiere in einem bulgarischen Dorf, der beim DOK.fest München 2025 den Hauptpreis gewann.

## Filmografie (Auswahl)
- 2013: Akkorde (Kurzfilm, Kamera)
- 2015: Abwesend (Kurzfilm, Regie, Buch, Schnitt)
- 2016: Zhaleika (Regie, Buch, Schnitt)
- 2016: Nabelschnur (Kurzfilm, Regie, Buch, Schnitt)
- 2020: Ein Fisch, der auf dem Rücken schwimmt (Regie, Buch)
- 2021: Bürgermeister, Schäfer, Witwe, Drache (Regie)
- 2021: Sounds of Nature (Kurzfilm, Regie, Buch, Schnitt)
- 2024: Silent Observers (Regie, Produktion, Buch, Schnitt)

## Auszeichnungen (Auswahl)
- 2015: Cannes-Nominierung für den Cinefondation Award für Abwesend
- 2016: Cinedays-Skopje-Film-Festival-Nominierung in der Kategorie Bester Film für Zhaleika
- 2016: Sofia International Film Festival in der Kategorie Bester Film für Zhaleika
- 2016: Berlinale: Besondere Erwähnung der Jury des Crystal Bear für Zhaleika
- 2017: Femina International Women’s Film Festival: Nominierung für den Hauptpreis für Abwesend
- 2020: Berlinale-Nominierung für den Compass-Perspektive-Award für Ein Fisch, der auf dem Rücken schwimmt
- 2021: Tirana International Film Festival in der Kategorie Beste Regie für Ein Fisch, der auf dem Rücken schwimmt
- 2021: Internationales-Filmfestival-Shanghai-Nominierung in der Kategorie Bester Dokumentarfilm für Bürgermeister, Schäfer, Witwe, Drache
- 2025: DOK.fest München bei VIKTORIA DOK.international Main Competition für Silent Observers